# Kristus klesající pod křížem (České Budějovice)
Socha Krista klesajícího pod křížem v Českých Budějovicích je barokní kamenosochařská památka, jedna z nejstarších na území města. V poslední třetině 18. století se stala objektem masové úcty věřících a cílem stovek poutníků. V současnosti stojí v nice za presbytářem katedrály svatého Mikuláše naproti vchodu do kaple Smrtelných úzkostí Páně.

## Popis a umístění
Socha byla náhodně objevena při rekonstrukci katedrály v roce 1912. K nálezu došlo v kryptě před kaplí svatého Auraciána, jež byla otevřena při výměně dlažby. Pro „ušlechtilé formy“ odkazující na „pravé křesťanské umění“ bylo rozhodnuto o umístění na nové čestné místo. Vzniklo úpravou prostoru mezi opěráky v čele presbytáře, k nimž byla přistavěna dvojice sloupů původem ze zrušené křížové cesty. Ty překlenul široký oblouk a takto vzniklou niku uzavřela mříž navržená Richardem Klenkou. Socha Krista zpodobněného při nesení kříže dostala nový podstavec s nápisem „Jesu, Filii Dei, miserere nobis“ (Ježíši, synu boží, smiluj se) a v prosinci 1912 se dočkala umístění do nové výklenkové kaple.

## Tradice a historie
Podle tradice pocházela socha od starého hradu Trojany, kde měla stát odnepaměti a souviset s dávnými majiteli hradu. K soše „zázračného Spasitele“ se tam konaly četné lidové poutě, které se staly trnem v oku místním úřadům. Nekontrolovatelná lidová zbožnost byla vyřešena přesunem sochy do Českých Budějovic.

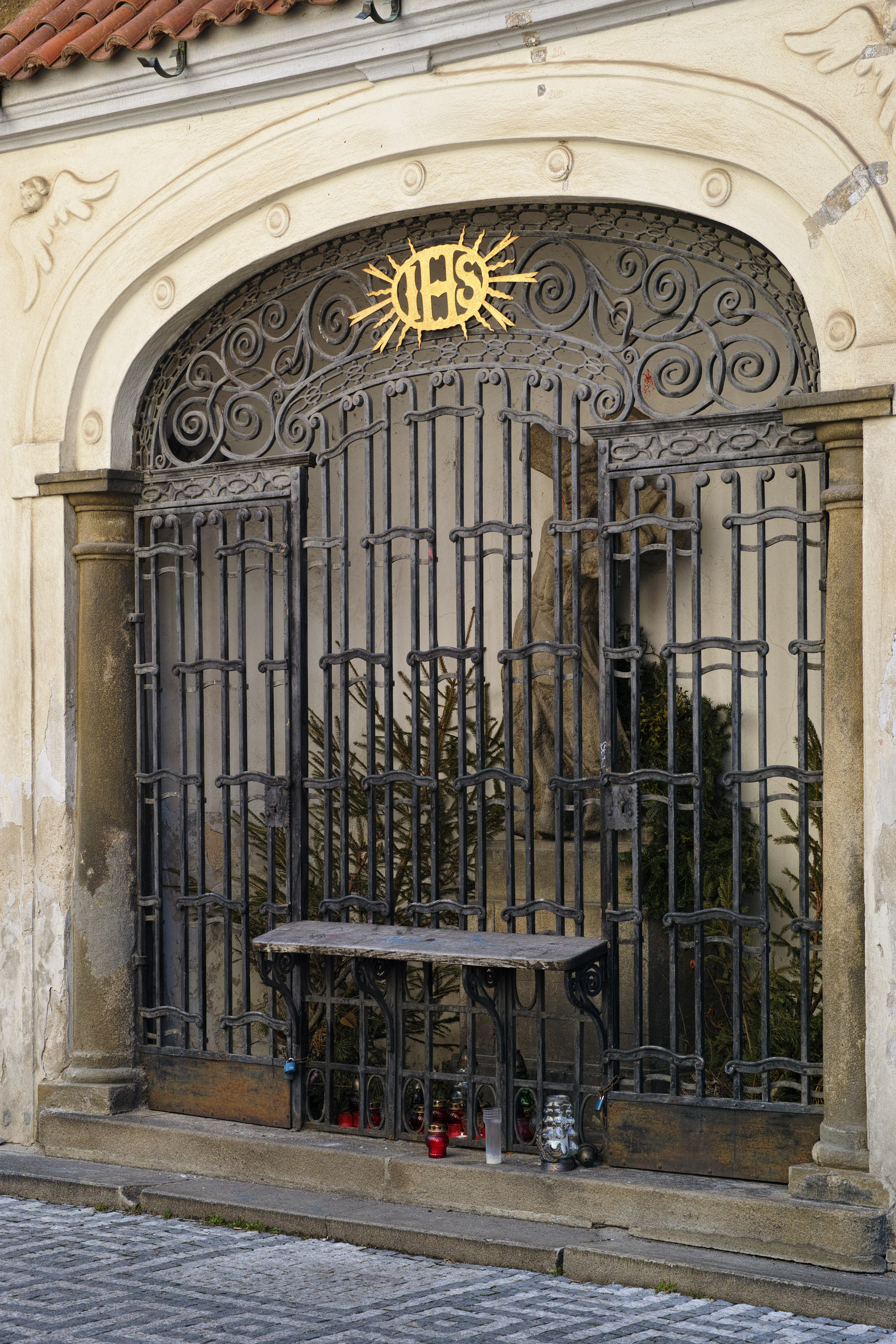
V kapli z roku 1912

Socha ve skutečnosti vznikla po roce 1717 jako součást křížové cesty vedoucí z Českého Krumlova ke kapli na Křížové hoře. Mezi lety 1740–1755 byla původní zastavení se sochami nahrazena kapličkami vymalovanými Františkem Jakubem Prokyšem. V roce 1764 (nebo mezi lety 1770–1780) se socha dostala do lesů mezi Světlíkem a Hořicemi ke dvoru Pasovary. Stala se cílem lidových poutí, čemuž následoval složitý spor mezi obyvateli obcí, duchovními, městem Český Krumlov a vrchností o vlastnictví a umístění sochy. Podle některých zdrojů došlo roku 1793 k převozu do Trojan, kde rok stála v dřevěné kapličce. V roce 1794 došlo k přesunu do Českých Budějovic a předání biskupské konzistoři. Vymezeno jí bylo místo v postranní kapli katedrály, ovšem z důvodu neutuchající lidové úcty padlo rozhodnutí o přesunu do krypty, kde zůstala zapomenuta až do roku 1912.

## Omyly
Po znovuobjevení sochy byla mylně považována za pozůstatek původní českobudějovické křížové cesty. Později bylo autorství sochy připisováno českokrumlovskému sochaři Josefu Pablovi (1662–1710), podle Milana Šilhana chybně. Pravděpodobným autorem sochy je Jan Plansker.